# جزيرة ويه

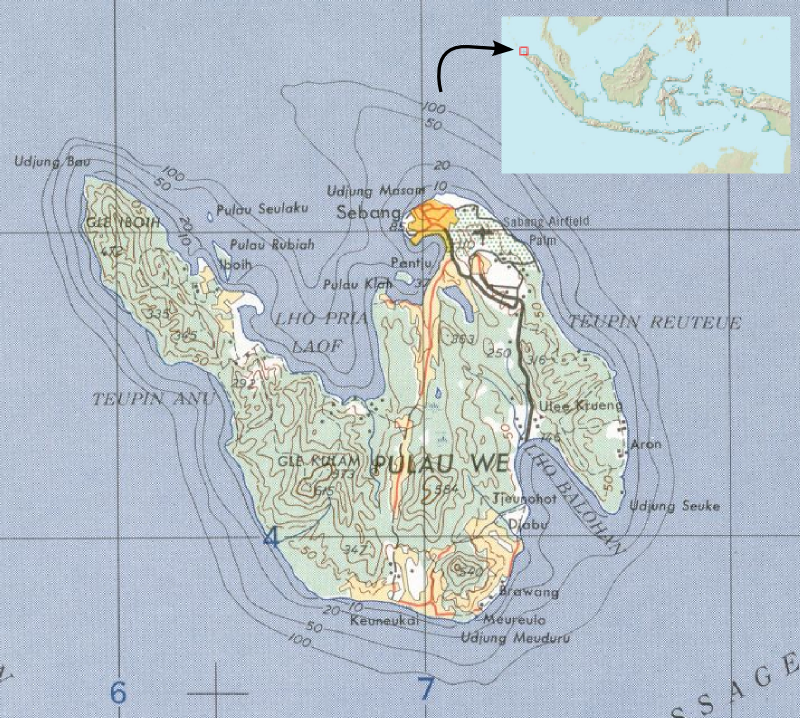
خريطة جزيرة ويه وموقعها

جزيرة ويه (يسميها سكانها "سابانج"، على اسم أكبر مدينة فيها) هي جزيرة صغيرة نشطة بركانياً تقع شمال غرب جزيرة سومطرة. كانت متصلة بسومطرة لكنها انفصلت ثوران بركان في العصر البليستوسيني.
تقع الجزيرة في بحر أندامان. وتعد سابانغ أكبر مدينة في الجزيرة وهي أبعد نقطة في شمال إندونيسيا.
وقد أعلنت الحكومة الإندونيسية 60 كيلومترا مربعا (23 ميل مربع) من الجزيرة ومياه البحر المحيطة بالجزيرة محمية طبيعية. عُثِر على سمكة قرش نادرة من نوع سمك القرش كبير الفم (megamouth)، كما أن الجزيرة هي الموطن الوحيد للعلجوم المهدد بالانقراض من نوع Bufo valhallae. كما أن المنطقة معروفة بالشعاب المرجانية في حول الجزيرة، إضافة إلى تنوع كبير من الأنواع السمكية.

## جغرافية الجزيرة
جزيرة ويه تبعد حوالي 15 كيلومترا (9 ميل) قبالة الطرف الشمالي لجزيرة سومطرة وتقع في بحر أندامان، حيث تنتشر مجموعتان من الجزر هما وجزر نيكوبار، وجزر أندامان المكونة لمقاطعة جزر أندمان ونيكوبار الهندية، المتوزعة في خط واحد من سومطرة إلى صفيحة بورما شمالاً.
بحر أندامان يقع على صفيحة تكتونية صغيرة تتحرك بنشاط. ويوجد صدع جيولوجي معقد وقوس من الجزر البركانية المتحركة على طول البحر.
الجزيرة مساحتها صغيرة حيث لا تتعدى 156.3 كيلومترا مربعا (60.3 ميل مربع)، ولكنها جبلية التضاريس. أعلى قمة تبلغ 617 متر (2024 قدم) وهي بركانية. ويقدر آخر ثوران معروف للبركان في العصر البليستوسيني، نتيجة لذلك إنهار الجبل جزئيا وتكون شق بحري، لتتشكل جزيرة منفصلة.
على عمق 9 أمتار (30 قدم)، على مقربة من مدينة سابانغ، أدخنة تحت الماء تخرج من قاع البحر. كما عُثِر على مخروط بركاني في الأدغال. هناك ثلاثة ينابيع مياه معدنية على الجزيرة : اولها يبعد مسافة 750 متر (0.5 ميل) جنوب شرق القمة والثاني والثالث على التوالي على بعد 5 كيلومترات (3 ميل) و 11.5 كيلومتر (7 ميل) شمال غرب القمة، على الساحل الغربي لخليج (Perialakot Lhok).
هناك أربعة الجزر المحيطة بجزيرة ويه : كلاه (Klah) وروبيه (Rubiah) وسيولاكو (Seulako) وروندو (Rondo).
روبيه (Rubiah) موقع مشهور لسياحة الغوص، وذلك لتوفر الشعب المرجانية. وعند السفر إلى المملكة العربية السعودية عن طريق البحر لغرض الحج تستخدم الجزيرة كمكان حجر للحجاج المسلمين.

## السكان
الجزيرة هي جزء من إقليم آتشيه. تعدادها عام 1993 كان 24700 نسمة. الغالبية العظمى من السكان هم من سكان آتشيه والباقيين هم من المينانغكاباو (Minangkabau) والجاويين والباتاكيين والصينيين. ومن غير المعروف من كان هم أول من سكن الجزيرة. الإسلام هو الدين الرئيسي، كما هو معلوم فإن إقليم آتشيه يطبيق الشريعة الإسلامية. ومع ذلك، هناك بعض المسيحيين والبوذيين في الجزيرة. وهم في الغالب جاويون، وباتاكيون وصينيون.
في 26 ديسمبر 2004، وقع زلزال في بحر أندامان (9.0 على مقياس ريختر). الزلزال تسبب في سلسلة من موجات المد البحري التي قتلت ما لا يقل عن 130000 شخص في إندونيسيا وحدها. ولكن لا يعرف بالتحديد كم قتل من سكان الجزيرة جراء ذلك.

## الاقتصاد
اقتصاد جزيرة ويه يعتمد بصورة رئيسية على الزراعة. المنتجات الرئيسية هي القرنفل وجوز الهند. صيادو الأسماك يستخدمون المتفجرات والسيانيد على نطاق واسع. ولذلك في عام 1982، فقد أعلنت الحكومة الإندونيسية منطقة سواكا علم (suaka alam) كمنطقة لحماية الحياة البرية تضم 34 كيلومترا مربعا (13 ميل مربع) من الجزيرة و 26 كيلومترا مربعا (10 ميل مربع) من البحار المحيطة بها.
المدينتين الرئيسيتين هي سابانغ وبالوهان. بالوهان تمثل معبر بين سومطرة وباندا آتشيه. وكانت سابانغ رصيف الميناء مهمة منذ أواخر القرن التاسع عشر، وذلك لأن المدينة تطل على مضيق ملقا.
قبل افتتاح قناة السويس عام 1869، كان يتم الوصول إلى الأرخبيل الإندونيسي عبر مضيق سوندا من أفريقيا. لكن بعد افتتاح قناة السويس فقد صار الطريق إلى إندونيسيا أقصر عن طريق مضيق ملقا. بسبب الميناء الطبيعي مع المياه العميقة نسبيا ومحمية جيدا، قررت الحكومة الهولندية في جزر الهند الشرقية لفتح رصيف في سابانغ. في عام 1883، افتتح رصيف سابانغ للسفن. في البداية، وكان القصد من الميناء كمحطة للتزود بالفحم للبحرية الهولندية، ولكن بعد ذلك، استخدم من قبل السفن التجارية لنقل البضائع المصدرة من شمال سومطرة.
سنويا تمر 50000 سفينة عبر مضيق ملقا. وفي عام 2000، أعلنت الحكومة الإندونيسية سابانغ كمنطقة للتجارة الحرة وميناء الحر، للاستفادة الاقتصادية من خلال إنشاء الميناء وجعله كمركز لوجستي لمرور السفن الدولية التي تمر عبر المضيق. تتوفر في الميناء مستودعات تخزين ومرافق للتزود بالوقود.

### الوصول للجزيرة
مطار ميمون صالح في سابانغ هو مطار الجزيرة، لكن لا تصله حالياً شركات الطيران التي تخدم تلك المطارات. وبالتالي، فإن أقرب مطار للوصول إلى سابانغ هو مطار السلطان إسكندرمودا الذي يقع في باندا آتشيه. ولكن يمكن الذهاب بالسيارة إلى ليو يولي (Lheu Ulee)، والتي تبعد نصف ساعة عن وسط باندا آتشيه، حيث من الممكن ركوب العبارات إلى بالوهان (نحو ميناء جزيرة ويه).

### السياحة
جزيرة ويه معروفة بالسياحة البيئية والغوص تحت الماء، كما يجتذب السياح المشي لمسافات طويلة عبر الجبال البركانية والمنتجعات السياحية. آيبويه وهي قرية صغيرة معروفة بكونها كموقع لرياضة الغطس. لا تبعد سوى أمتار قليلة عن جزيرة روبيه المعروفة بالشعب المرجانية.

## النظام البيئي
خلال الفترة 1997-1999، قامت منظمة الحفظ الدولية بإجراء مسح للشعاب المرجانية في المنطقة. ووفقا للمسح، فإن تنوع الشعاب المرجانية منخفض نسبيا، ولكن تنوع الأسماك الغني. بعض الأنواع وجدت خلال المسح تشمل:
- Pogonoperca ocellata
- Chaetodon gardneri
- Chaetodon xanthocephalus
- Centropyge flavipectoralis
- Genicanthus caudovittatus
- Halichoeres cosmetus
- Stethojulis albovittatus
- Scarus enneacanthus
- Scarus scaber
- Zebrasoma desjardinii

وقد أثر الزلزال عام 2004 وتسونامي النظام البيئي للجزيرة.فقد تدمرت مساحة كبيرة من أشجار المانغروف في قرية آيبويه. في عام 2005، تم زراعة نحو 14400 من شتلات المانغروف لإنقاذ غابات المانغروف.
تعد جزيرة ويه الموطن الوحيد لنوع من أنواع العلجوم المهددة بالانقراض، واسمه Bufo valhallae.

### سمك القرش كبير الفم
يوم 13 مارس 2004، عُثِر على نوع نادر من سمك القرش، هو سمك القرش كبير الفم megamouth، على الشاطئ غابانغ.
سمك القرش كبير الفم يتميز بفم كبير. يقال أن هذا القرش قد يكون تسلسله 21 (البعض يقول انه هو 23)من بين نظرائه التي تمت مشاهدتها منذ اكتشافه في عام 1976. القرش الذكر، طوله 1.7 متر (5.6 قدم) ووزنه 13.82 كغم (30.5 رطل)، ووقد تم تجميده وإرسالها إلى المعهد الإندونيسي للعلوم (LIPI) لمزيد من الدراسة العلمية. اعتبارا من عام 2006، لم يكن هناك سوى 36 سمك القرش كبير الفم في المحيطات الهادئ والهندي والأطلسي.